# 유통 국제 스포츠 센터
유통 국제 스포츠 센터(중국어 간체자: 裕彤国际体育中心)은 중국 허베이성 스자좡시에 있는 다목적 경기장이다. 현재 주로 축구 경기에 사용된다. 경기장의 총 수용 인원은 60,000명이다.